# 338
338 (CCCXXXVIII) fue un año común comenzado en domingo del calendario juliano, en vigor en aquella fecha.
En el Imperio romano, el año fue nombrado como el del consulado de  Oso y Polemio, o menos comúnmente, como el 1091 Ab urbe condita, adquiriendo su denominación como 338 a principios de la Edad Media, al establecerse el anno Domini.

## Acontecimientos

### Imperio romano
- Los romanos, aliados con los godos, llegan al norte del imperio para proteger las fronteras.
- Constancio II lucha contra los persas en Armenia.

### Religión
- Eusebio de Nicomedia se convierte en Patriarca de Constantinopla después de la desaparición de Pablo I de Constantinopla.
- El Imperio romano comienza a perseguir a los no cristianos como paganos.

## Nacimientos
- Cromacio de Aquilea, obispo, escritor y santo católico italiano (f. 406/407).